# Manuel Arce y Ochotorena
Manuel Arce y Ochotorena (18 de agosto de 1879 - 16 de setembro de 1948) foi um arcebispo ecardeal espanhol da Igreja Católica Romana que serviu como arcebispo de Tarragona de 1944 até sua morte.

## Biografia
Nascido em Ororbia, Navarra , Manuel Arce y Ochotorena participou dos seminários em Pamplona e Zaragoza antes de ir a Roma estudar na Pontifícia Universidade Gregoriana e no Angelicum. Ele foi ordenado ao sacerdócio em 17 de julho de 1904 e, em seguida, ensinou em Pamplona do seminário. Também servindo como vigário capitular e vigário geral de Pamplona, Ochotorena foi feito Protonotário Apostólico em 3 de dezembro de 1926.
Em 5 de fevereiro de 1929, foi nomeado bispo de Zamora pelo papa Pio XI. Recebeu sua consagração episcopal no dia 16 de junho do Arcebispo Federico Tedeschini, com os Bispos Tomás Muñiz Pablos e Mateo Múgica y Urrestarazu servindo como co-consagradores, na Catedral de Pamplona.
Ochotorena foi posteriormente nomeado bispo de Oviedo em 22 de janeiro de 1938 e arcebispo de Tarragona em 29 de março de 1944. O papa Pio XII o criou como cardeal-sacerdote de Ss. Vitale, Valeria, Gervasio e Protasio no consistório de 18 de fevereiro de 1946.
O cardeal morreu em Tarragona, aos 69 anos. Ele está enterrado na catedral metropolitana da mesma cidade.